# Polarnyje Zori
Polarnyje Zori – miasto w obwodzie murmańskim w Rosji. Centrum administracyjnym okręgu miejskiego jest miasto Polarnyje Zori. Elektrownia jądrowa Kola znajduje się w pobliżu miasta. 

## Geografia
Miasto położone jest na brzegach rzeki Niwy i jeziora Pinozero, 224 km od Murmańska. Najbliższe osady to Zasheek (3 km), Pinozero (4 km), Nivskii (8 km) i Afrikanda-1, 2 (16 i 13 km). Miasto otoczone jest terytorium leśnictwa Zasheikovskiego. Polyarnye Zori to jedno z najbardziej wysuniętych na północ miast, w którym nie występuje noc polarna. Najkrótszy dzień (22 grudnia) w Polyarnye Zori trwa 21 minut.

## Historia
Budowa miasta rozpoczęła się w 1964 roku w związku z rozpoczęciem budowy elektrowni jądrowej Kola. Miasto zostało zbudowane obok osiedla robotniczego Zasheek jako obszar mieszkalny dla budowniczych elektrowni jądrowej. Pierwszy budynek mieszkalny został ukończony w październiku 1967 roku.
Osiedle Polyarnye Zori zostało uwzględnione w danych rejestracyjnych i otrzymało status osiedla robotniczego na mocy dekretu Murmańskiego Obwodowego Komitetu Wykonawczego № 640 z 20 grudnia 1973 roku.
Status miasta podległego obwodowo został nadany dekretem Prezydium Rady Najwyższej RFSRR z dnia 22 kwietnia 1991 r. Wcześniej wieś i przyległe terytorium podlegały radzie miejskiej miasta Apatyty.